# Sant Bartomeu (Vilamitjana)
Sant Bartomeu, és una partida del terme municipal de Tremp, al Pallars Jussà, dins de l'antic terme de Vilamitjana.
Està situada al vessant sud de la Serra dels Nerets, al nord de la vila de Vilamitjana. En aquest lloc hi ha l'església romànica de Sant Bartomeu de Vilamitjana.